# Magonisme
El magonisme és una escola anarco-comunista precursora del pensament de la Revolució mexicana de 1910. Està basada en les idees de Ricardo Flores Magón que tingué com a referència l'Escola Moderna de Ferrer i Guàrdia. Les tesis es difongueren en la publicació mexicana Regeneración, l'órgan del Partido Liberal Mexicano amb col·laboradors destacats com Práxedis Guerrero, Librado Rivera i Anselmo L. Figueroa, així com els germans de Ricardo Flores Magón, Enrique i Jesús.